# 亞當·班特

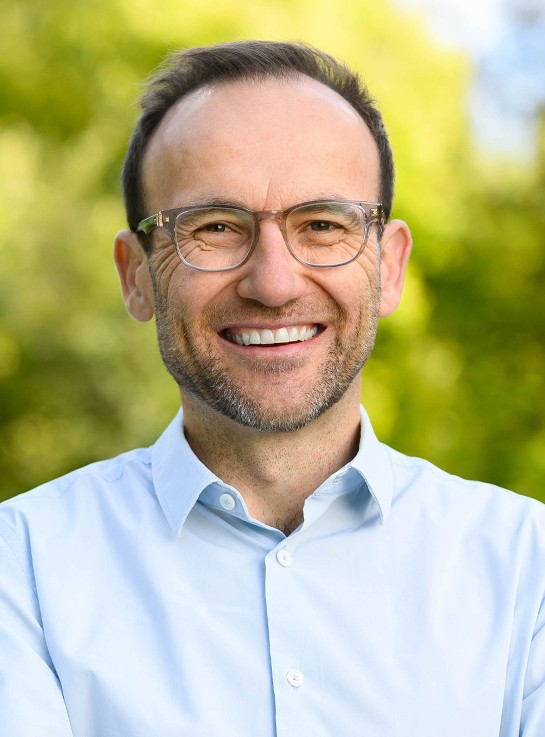

亞當·保罗·班特（英語：Adam Paul Bandt；1972年3月11日—）是一位澳洲政治人物，黨籍為澳洲綠黨。出生在阿德莱德。自2010年至2025年，是墨爾本選區選出的澳大利亞眾議院的議員，也曾在2020年至2025年擔任黨魁。